# Qana
Qana (arabiska: قـانـا) är en by i södra Libanon, sydöst om staden Tyros.

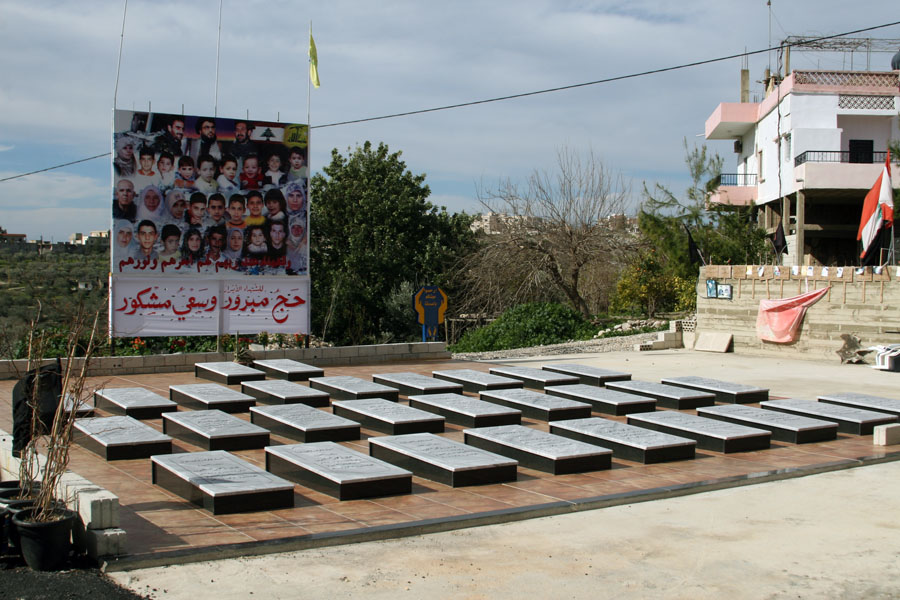
Gravar för de dödade i attacken 30 juli 2006
.

## Historia
Byn fanns redan i antikens Kanaan och namnet är belagt sedan faraonisk tid. I början av 1990-talet hävdade den libanesiske historie och filosofiprofessorn Youssef Hourani att Qana var platsen för Bröllopet i Kana som beskrivs i Johannesevangeliet 2:1-11 som platsen för Jesus första mirakel. Uppgifterna uppmärksammades när påven bjöds in till platsen och senare besökte den i maj 1997.
Den 18 april 1996 besköts byn av israeliskt artilleri under dess sexton dagar långa krig mot Libanon. 106 människor som sökte skydd i en FN-bas dödades, medan 120 ytterligare skadades, varav fyra UNIFIL-soldater.
Den 30 juli 2006 bombade Israel ett bostadsområde i Qana. Polismyndigheten i Libanon uppger att minst 54 civila dödades, varav minst 37 barn. Enligt uppgifter till Sky News var flera av offren handikappade barn som sökt skydd i den byggnad som var huvudmålet för attacken. Senare skrevs dödssiffran ner till 28 personer.
Israel hävdar att Hizbollah använde civila hus i Qana för att avfyra raketer mot Israel.